# Rudolf Tancré
Rudolf Tancré (* 24. Dezember 1842 in Anklam; † 19. September 1934 ebenda) war ein deutscher Kaufmann, Seifenfabrikant, Naturalienhändler, Entomologe und Ornithologe.

## Leben
Rudolf Johannes Tancré war der Sohn des Kaufmanns und Seifenfabrikanten Carl August Tancré, dessen Firma C. A. Tancré er im Jahr 1869 übernahm. Im Jahr 1910 feierte er in Anklam mit seinen Firmenangehörigen das 75-jährige Bestehen seiner Seifenfabrik.
Er schickte Sammler nach Osteuropa und Asien (Präparator Rückbeil), baute umfangreiche Sammlungsbestände an Insekten und Vögeln auf und verkaufte anschließend die Exponate an zahlreiche Museen und Privatsammler. Er selbst sammelte intensiv Schmetterlinge, wobei er seinen Sammlungsschwerpunkt auf Vertreter aus der sibirischen Region legte und allein seine Sibirier-Sammlung etwa 30000 Exponate umfasste. Daneben hatte er auch eine ausgeprägte Passion für die Jagd. Er war seit 1875 Mitglied der von Eugen Ferdinand von Homeyer geführten Deutschen Ornithologischen Gesellschaft.
In der Entomologie ist er unter anderem Erstbeschreiber des Schmetterlings Limenitis homeyeri Tancre, 1881, aus der Familie der Edelfalter (Nymphalidae), den er zu Ehren des mit ihm befreundeten Ornithologen und Entomologen Major a. D. Alexander von Homeyer benannte.
Der Zoologe Wilhelm Blasius benannte ihm zu Ehren 1884 den Zaisan-Mull-Lemming Ellobius tancrei Blasius, 1884. Der französische Entomologe Jules Léon Austaut benannte ihm zu Ehren 1896 die sibirische Eulenmotte Brahmaea tancrei Austaut, 1896.
Rudolf Tancré war in erster Ehe Vater von drei Töchtern, wobei seine erste Ehefrau bereits im Jahr 1876 verstarb. Im Jahr 1877 verheiratete er sich mit seiner zweiten Frau Luise, geborene Bandt. Das Ehepaar hatte einen gemeinsamen Sohn und eine Tochter.

## Schriften (Auswahl)
- Das Steppenhuhn, Syrrhaptes paradoxus Pall., bei Anklam. In: Mittheilungen des Ornithologischen Vereins in Wien, 12, 1888, S. 108–109 (zobodat.at [PDF])